# Lamprochernes leptaleus
Lamprochernes leptaleus är en spindeldjursart som först beskrevs av Luisa Eugenia Navas 1918.  Lamprochernes leptaleus ingår i släktet Lamprochernes och familjen blindklokrypare. Inga underarter finns listade i Catalogue of Life.